# Georges Schnek
 (janvier 2010).
Si vous disposez d'ouvrages ou d'articles de référence ou si vous connaissez des sites web de qualité traitant du thème abordé ici, merci de compléter l'article en donnant les références utiles à sa vérifiabilité et en les liant à la section « Notes et références ».
Georges Arthur, baron Schnek, né à Varsovie le 22 juillet 1924 et décédé à Ixelles le 18 mars 2012, est un professeur belge et une figure centrale de la vie communautaire juive en Belgique.
Réfugié en zone libre pendant la Seconde Guerre mondiale, il s'engage dans l'Armée juive, qui deviendra l'Organisation juive de combat, à Grenoble. De retour à Bruxelles, il devient l'un des fondateurs du Comité de l'Union des Étudiants Juifs de Belgique et du Comité Européen de l'Union Mondiale des Étudiants Juifs.

## Biographie
Docteur en chimie de l'Université Paris-Sorbonne (1951), il est professeur de chimie à l’Université libre de Bruxelles. En parallèle à sa carrière académique, il s'engage dans de nombreuses organisations juives. De 1981 à 2012, il est président du Consistoire central israélite de Belgique. Il participe à la création notamment du Musée Juif de Belgique, dont il est le président de 1984 à 2011, de l' Institut d'Études du Judaïsme, de l' Institut de la Mémoire audiovisuelle juive, du Musée juif de la Déportation et de la Résistance et de la  Fondation de la Mémoire Contemporaine.

## Distinctions
Il fut élevé au rang de baron par le roi Albert II de Belgique en 2001. Titulaire de nombreuses distinctions honorifiques belges et étrangères: Grand Officier de l'Ordre de Léopold II, Chevalier de la Légion d'honneur, médaille de la Résistance.